# Yasmine Kherbache
Yasmine Kherbache (Antwerpen, 3 april 1972) is een voormalig Belgisch advocate en  politica voor de sp.a. Sinds 2019 zetelt ze als rechter in het Grondwettelijk Hof.

## Levensloop
Zij is de dochter van een Belgische moeder en een Algerijnse vader en woonde tot haar zesde jaar in Algerije. Door het toenemend religieus extremisme en de onveiligheid in Algerije verkozen haar ouders naar België te verhuizen. In de jaren die volgden, werd Algerije geteisterd door jihadistisch terreur en een burgeroorlog, waarbij meer dan 100.000 Algerijnen om het leven kwamen.

## Opleiding
Yasmine Kherbache liep school in Sint-Lucia in Oelegem, het geboortedorp van haar moeder, en Sint-Ursula te Lier, waar ze Latijn-wiskunde volgde. Kherbache studeerde daarna in 1995 af als licentiaat in de rechten aan de Katholieke Universiteit Leuven en behaalde in 1997 een bijkomend diploma in sociaal recht aan de Université libre de Bruxelles. Ze was als vrije student ingeschreven aan de faculteit Antropologie te Leuven en was als vrijwilliger actief in de Leuvense Wetswinkel.
Ze studeerde tevens een jaar aan de Universitat de Barcelona, waar ze zich verdiepte in het grondwettelijk recht en de institutionele hervormingen in Catalonië.

## Loopbaan

### Advocaat
Na haar studies werd ze advocaat, gespecialiseerd in sociaal recht en intellectueel eigendomsrecht. Ze startte in 1996 als advocaat aan de balie te Brussel bij het internationaal advocatenkantoor De Bandt, Van Hecke en Lagae (het huidige Linklaters), de eerste advocatenassociatie in België naar Angelsaksisch model. Nadien vestigde ze zich in 1999 als advocaat te Antwerpen met een eigen praktijk in de associatie Nietvelt Advocaten.
Eind jaren '90 engageerde ze zich in het Nieuw Internationaal Cultuur Centrum (NICC) voor het kunstenaarsstatuut. Ze werd woordvoerder van het Nationaal Kunstenaarsplatform en onderhandelde namens de kunstenaars samen met kunstenaar Danny Devos op Vlaams en federaal niveau voor een beter statuut voor kunstenaars. Toenmalig Vlaams viceminister-president en minister van Werk en Onderwijs Frank Vandenbroucke (sp.a) vroeg haar in 2004 om op zijn kabinet te komen werken, waardoor ze besloot om de advocatuur te verlaten.

### Kabinet
Kherbache was van 2004 tot 2009 adjunct-kabinetschef van Frank Vandenbroucke en was in die hoedanigheid verantwoordelijk voor het Europese en nationale arbeidsmarktbeleid en de staatshervorming. Bij de institutionele onderhandelingen werkte ze als zogenaamde 'sherpa' voor Frank Vandenbroucke en Johan Vande Lanotte in het kader van de Gemeenschapsdialoog en de Zesde Staatshervorming.
In april 2010 volgde ze Dirk Van Melkebeke op als kabinetschef van Vlaams viceminister-president Ingrid Lieten, een functie die ze beoefende tot in december 2011. In die hoedanigheid volgde ze onder meer het Oosterweeldossier op en onderhandelde ze mee het dubbelbesluit dat zorgde voor een ondertunnelde oplossing in de plaats van het Oosterweelviaduct.
Bij het aantreden van Elio Di Rupo als eerste minister van België was zij van januari 2012 tot mei 2014 diens kabinetschef. Zij was verantwoordelijk voor sociaal-economische zaken. België kwam toen uit een lange politieke crisis en een diepe financieel-economische crisis. Samen met minister van werk Monica De Coninck zorgde ze na een marathononderhandeling van 27 uur voor een doorbraak in het eenheidsstatuut voor arbeiders en bedienden.

### Gemeenteraad Antwerpen
Bij de gemeenteraadsverkiezingen in Antwerpen in oktober 2012 stond Kherbache als socialiste op de tweede plaats van de sp.a-CD&V-stadslijst na lijsttrekker Patrick Janssens. Zij behaalde 6.660 voorkeurstemmen. Uiteindelijk werd in Antwerpen een coalitiemeerderheid gevormd door CD&V, N-VA en Open Vld. Nadat Patrick Janssens te kennen gaf geen vooraanstaande rol meer te spelen, werd Yasmine Kherbache verkozen tot fractieleidster van de oppositiepartij sp.a binnen de gemeenteraad van Antwerpen.
In 2013 werd ze voorzitter van de Antwerpse sp.a-afdeling. Begin februari 2015 besloot Kherbache de functie van fractieleidster in de Antwerpse gemeenteraad neer te leggen na interne twisten. Kort erna werd beslist dat ze die functie alsnog (minstens tijdelijk) zou blijven uitoefenen.
Op 27 april 2015 legde Kherbache definitief haar functie als fractieleider in de gemeenteraad en haar voorzitterschap van de Antwerpse afdeling neer. Ze werd in deze functies opgevolgd door respectievelijk Kathleen Van Brempt (fractievoorzitster) en Jo Vermeulen (voorzitter).
Bij de gemeenteraadsverkiezingen van oktober 2018 steunde ze de sp.a-gemeenteraadslijst in Antwerpen als lijstduwer. Sp.a behaalde met 11,4% geen goede score, maar Kherbache raakte vanop de laatste plaats toch verkozen met 2.357 voorkeurstemmen. Ze was tevens lijsttrekker voor de sp.a-lijst van het district Antwerpen. Sp.a scoorde hier 12,6% en Kherbache haalde een persoonlijke score van 4.356 voorkeursstemmen, de tweede beste persoonlijke score van alle partijen na Paul Cordy (4.908), lijsttrekker en uittredend districtsburgemeester voor N-VA (28,5%). Kherbache ging zetelen in de Antwerpse gemeenteraad en werd in het district opgevolgd door Sascha Luyckx.
Samen met Jinnih Beels en Tom Meeuws onderhandelde ze het Antwerpse bestuursakkoord voor de periode 2019-2024. Beels en Meeuws werden schepen in een coalitie van N-VA, sp.a en Open Vld, Kherbache werd fractieleider in de gemeenteraad.

### Parlement
Bij de Vlaamse verkiezingen van 25 mei 2014 stond Kherbache op de derde plaats voor de kieskring Antwerpen. Ze werd verkozen in het Vlaams Parlement en kreeg 19.348 voorkeurstemmen. In het Vlaams Parlement zetelde Kherbache van 2014 tot 2019 in de commissie Economie, Werk, Sociale Economie, Innovatie en Wetenschapsbeleid en hield zich voornamelijk bezig met het arbeidsmarktbeleid, de Antwerpse mobiliteitsknoop. Tevens was ze van 2015 tot 2019 lid van de commissie ter Bestrijding van Gewelddadige Radicalisering. In 2015 diende zij het eerste voorstel van decreet in tot invoering van praktijktesten. Ze bleef Vlaams Parlementslid tot eind mei 2019.
Voor de verkiezingen van mei 2019 was Kherbache lijsttrekker voor de federale Kamer van volksvertegenwoordigers. Ze werd verkozen met 26.901 voorkeurstemmen.

### Internationaal
Naast het lokale en Vlaamse politieke werk werd Kherbache ook op internationaal niveau actief. In 2016 werd ze uitgenodigd voor de Bilderbergconferentie in Dresden. Sinds 2017 was ze lid van de Trilaterale Commissie en werd ze lid van de stuurgroep van de Mercator European Dialogue.

### Grondwettelijk Hof
In september 2019 droeg de sp.a Kherbache voor als lid van het Grondwettelijk Hof. Op 14 november 2019 keurde de Kamer haar kandidatuur goed, wat het einde van haar politieke loopbaan betekende. Kherbache volgde Erik Derycke op en werd met haar 47 jaar de jongste rechter aan het Grondwettelijk Hof en de eerste met een migratieachtergrond. Hoewel ze hiertoe niet verplicht was, besloot ze bij haar benoeming haar tweede, Algerijnse nationaliteit op te zeggen. Op 17 december 2019 legde ze de eed af als rechter in het Grondwettelijk Hof na ontslag te hebben genomen uit de Antwerpse gemeenteraad en de Kamer.

## Privé-leven
Yasmine Kherbache is getrouwd en heeft twee kinderen.
Journalist Jef Lambrecht schreef een boek over het leven en de loopbaan van Kherbache: Van Algerije tot de Wetstraat.